# Deutschland Cup 2017
28. ročník hokejového turnaje Deutschland Cup se konal od 10. do 12. listopadu 2017 v Augsburgu. Vyhrála jej hokejová reprezentace Ruska.

## Výsledky
| 10. listopadu 2017 16:00 | USA | 1:2 (0:1, 0:1, 1:0) | Slovensko | Curt Frenzel Stadion, Augsburg Návštěvnost: 4 550 |  |

| Přehled                 |                         |  |                                        |
| 53:31 Bobby Sanguinetti | 53:31 Bobby Sanguinetti |  | 5:24 Patrik Lamper 26:05 Marek Hovorka |

| 10. listopadu 2017 19:30 | Německo | 2:8 (1:1, 1:4, 0:3) | Rusko B | Curt Frenzel Stadion, Augsburg Návštěvnost: 5 050 |  |

| Přehled                                 |                                         |  | |
| 13:30 Daniel Pietta 21:58 Brent Raedeke | 13:30 Daniel Pietta 21:58 Brent Raedeke |  | 6:52 Arťom Fjodorov 31:41Jevgenij Ketov 32:43 Konstantin Okulov 36:39 Dmitrij Kagarlickij 37:58 Michail Naumenkov 51:33 Sergej Šumakov 52:54 Ilja Michejev 57:04 Jegor Jakovlev |

| 11. listopadu 2017 16:00 | Německo | 0:3 (0:1, 0:0, 0:2) | Slovensko | Curt Frenzel Stadion, Augsburg Návštěvnost: 6 139 |  |

| Přehled |  |  |                                                            |
|         |  |  | 4:06 Martin Bakoš 47:15 Marcel Haščák 59:37 Peter Čerešňák |

| 11. listopadu 2017 19:30 | Rusko B | 5:2 (0:2, 3:0, 2:0) | USA | Curt Frenzel Stadion, Augsburg Návštěvnost: 6 139 |  |

| Přehled                                                                                                   | |  |                                        |
| 33:51 Albert Jarulin 35:16 Michail Naumenkov 37:34 Maxim Karpov 57:29 Ilja Michejev 59:48 Viktor Tichonov | 33:51 Albert Jarulin 35:16 Michail Naumenkov 37:34 Maxim Karpov 57:29 Ilja Michejev 59:48 Viktor Tichonov |  | 0:50 Mark Arcobello 12:28 Chad Kolarik |

| 12. listopadu 2017 13:15 | Slovensko | 2:4 (0:1, 2:2, 0:1) | Rusko B | Curt Frenzel Stadion, Augsburg Návštěvnost: 5 190 |  |

| Přehled                                |                                        |  |                                                                                    |
| 24:28 Marcel Haščák 25:39 Marek Ďaloga | 24:28 Marcel Haščák 25:39 Marek Ďaloga |  | 3:17 Alexej Makejev 32:22 Alexej Makejev 38:57 Alexej Makejev 58:29 Alexej Makejev |

| 12. listopadu 2017 16:45 | USA | 1:5 (0:1, 1:3, 0:1) | Německo | Curt Frenzel Stadion, Augsburg Návštěvnost: 5 310 |  |

| Přehled           |                   |  | |
| 37:55 Broc Little | 37:55 Broc Little |  | 3:05 Frank Mauer 23:03 Brent Raedeke 32:16 Brooks Macek 33:59 Thomas Holzmann 57:16 Yannic Seidenberg |

## Konečná tabulka
| Poř. | Tým       | Z | V | VP | PP | P | Skóre | B |
| ---- | --------- | - | - | -- | -- | - | ----- | - |
| 1.   | Rusko B   | 3 | 3 | 0  | 0  | 0 | 17:6  | 9 |
| 2.   | Slovensko | 3 | 2 | 0  | 0  | 1 | 7:5   | 6 |
| 3.   | Německo   | 3 | 1 | 0  | 0  | 2 | 7:12  | 3 |
| 4.   | USA       | 3 | 0 | 0  | 0  | 3 | 4:12  | 0 |

## Soupisky týmů
1.  Rusko 

Brankáři: Alexander Jerjomenko, Ilja Samsonov, Vasilij Košečkin.

Obránci: Pavel Koledov, Rušan Rafikov, Arťom Blažijevskij, Albert Jarulin, Michail Naumenkov, Jegor Jakovlev, Vladislav Provolněv, Igor Ožiganov, Alexej Vasiljevsky.

Útočníci: Dmitrij Kagarlickij, Viktor Tichonov, Maxim Karpov, Ilja Kablukov, Jevgenij Ketov, Alexej Makejev, Andrej Kuzmenko, Ilja Michejev, Sergej Šumakov, Vjačeslav Osnovin, Nikolaj Prochorkin, Konstantin Okulov, Alexandr Chochlačjov, Andrej Světlakov, Arťom Fjodorov, Kiril Semjonov.

Trenéři: Oleg Brataš, Ilja Vorobjov, Igor Jefimov, Aleksandr Kolobkov.
2.  Slovensko 

Brankáři: Marek Čiliak, Patrik Rybár, Ján Laco.

Obránci: Peter Čerešňák, Ladislav Romančík, Juraj Valach, Adam Jánošík, Juraj Mikuš, Martin Gernát, Michal Čajkovský, Marek Ďaloga.

Útočníci: Lukáš Cingeľ, Tomáš Marcinko, Boris Sádecký, Michal Krištof, Miloš Bubela, Matúš Sukeľ, Marek Hovorka, Patrik Lamper, Matěj Paulovič, Martin Bakoš, Peter Ölvecký, Marcel Haščák, Marek Hecl, Juraj Bezúch.

Trenéři: Craig Ramsay, Michal Handzuš, Ján Lašák, Vladimír Országh.
3.  Německo 

Brankáři: Danny aus den Birken, Dennis Endras, Timo Pielmeier.

Obránci: Justin Krueger, Pascal Zerressen, Daryl Boyle, Kondrad Abeltshauser, Björn Krupp, Jonas Müller, Bernhard Ebner, Sinan Akdağ, Moritz Müller.

Útočníci: Brooks Macek, Stefan Loibl, Marcus Kink, Mathias Plachta, Marcel Müller, Andreas Eder, Frank Mauer, Yannic Seidenberg, Yasin Ehliz, Maximilian Kammerer, Patrick Hager, Dominik Kahun, Leonhard Pföderl, Daniel Pietta, Brent Raedeke, Thomas Holzmann.

Trenéři: Marco Sturm, Patrick Dallaire, Tobias Abstreiter, Mikael Samuelsson.
4.  USA 

Brankáři: Ryan Zapolski, Brandon Maxwell, David Leggio.

Obránci: Dylan Reese, Mark Stuart, Matt Donovan, Jonathon Blum, Matt Gilroy, Noah Welch, Ryan Gunderson, Tom Gilbert, Bobby Sanguinetti, Chad Billins.

Útočníci: Garrett Roe, Robbie Earl, Ryan Lasch, Ryan Malone, Drew Shore, Sean Backman, Broc Little, Dan Sexston, Jim Slater, Brian Gionta, Brian O'Neil, Andy Miele, Chad Kolarik, Mark Arcobello, Ryan Stoa.

Trenéři: Tony Granato, Chris Chelios, Ron Rolston, Scott Young.